# Museo Darder
El Museo Darder es un museo ubicado en Bañolas, capital del Pla de l'Estany. Forma parte de la Red de Museos Locales de Cataluña-Gerona. Es uno de los museos más antiguos de las comarcas gerundenses. Inaugurado en 1916, sufrió pocos cambios hasta su remodelación total, iniciada en 2003. El 2007 abrió de nuevo las puertas, incorporando a las colecciones de historia natural una parte dedicada a explicar el fenómeno hidrogeológico de la cuenca del Lago de Bañolas, un hecho que se había intentado desde mucho tiempo atrás.

## Historia
Se trata de uno de los museos más antiguos de la Provincia de Gerona, puesto que se inauguró el 22 de octubre de 1916, cuando Francesc Darder Llimona dio sus colecciones de historia natural al municipio de Bañolas. Desde el momento de su creación, ocupa un edificio de la Plaza de los Estudios.
Con el tiempo y gracias a sus colecciones de animales exóticos, se convirtió en un atractivo de interés cultural. El fondo del museo se fue ampliando con las aportaciones desinteresadas de amantes de la historia natural, hasta alcanzar las 20.000 piezas
Mantuvo casi intacta su museografía hasta el 2003, año en que el museo se cerró para iniciar un proceso de remodelación que duraría hasta el 2007, cuando abriría las puertas de nuevo.

## Edificio
El museo ocupa un edificio construido a finales del siglo XIX, que anteriormente había sido ocupado por las oficinas de correos y la escuela municipal. El 1916 se inauguró el Museo en la planta baja del edificio. Con los años, el museo se fue ampliando y empezó ocupar progresivamente las otras dos plantas, incorporando una sala de exposiciones temporales y una zona de administración. El abril de 2007, el museo abriría de nuevo como Museo Darder: Espacio de Interpretación del Lago, después de un proceso de casi 4 años de profunda remodelación.
Actualmente se encuentra distribuido siguiendo la siguiente estructura:
- Sótano: Espacio Darder, Salas de Reserva y Sala de Investigadores: Sala dedicada a la visión de las ciencias naturales en el cambio del siglo XIX al siglo XX. El origen de los gabinetes de curiosidades, la figura de Francesc Darder y la taxidermia al servicio de la ciencia son los temas tratados en este espacio, con las piezas como protagonistas.[4]
- Planta baja: Recepción, Lavabos, Sala de Actos, Sala Polivalente, Sala de Exposiciones Temporales y Tienda.
- Planta primera: Espacio de Interpretación del Lago: El agua es el hilo conductor de este espacio dedicado al Lago de Bañolas y a su cuenca lacustre. Se sigue el recorrido del agua desde que cae en forma de lluvia en la Alta Garrocha hasta que llega al Lago, los estanques, manantiales y fuentes de la comarca del Pla de l’Estany. El tipo de minerales y rocas que encuentra el agua, los microorganismos, las condiciones físicas y la biodiversidad hacen de la cuenca lacustre del Lago de Bañolas un lugar singular. Todo esto ha condicionado el poblamiento humano, la transformación del entorno y la evolución de la ciudad de Bañolas.[5]
- Planta segunda: Oficinas del Museo, Oficinas del Consorcio del Lago, Oficina de Limnos, Salas de Reuniones, Centro de Documentación-Biblioteca, Lavabos.
- Planta tercera: Sala de consulta del Centro de Documentación-Biblioteca.

## Colección
Su fondo está formado por unas 20.000 piezas relacionadas con la historia natural.

### Elementos destacados
- León: Francesc Darder tuvo, cuando era director del Zoo de Barcelona, una especial dedicación a los leones. En el Espacio Darder se le puede ver en una foto dentro de una jaula con leones, tranquilamente sentado. En el museo se conservan cuatro leones disecados y cuatro cráneos procedentes de la Colección Darder. Al tratarse de una especie de gran tamaño, los leones disecados siempre han sido ejemplares emblemáticos del museo, a pesar de tratarse de trabajos de Taxidermia no especialmente exitosos.[7]
- Hombre anatómico: Pieza de finales del siglo XIX fabricada por la casa francesa Deyrolle, donde Francesc Darder adquiría muchos de los objetos educativos que posteriormente vendía en su tienda de ciencias naturales de Barcelona. Conserva su base original de madera, aunque parece que nunca habría llevado las ruedecitas que Darder anunciaba en sus catálogos. Tiene partes desmontables (los dos brazos, media cabeza y la parte del tórax) y, originariamente, tenía todas las vísceras, hechas con papel maché.[8]
- Lucio: Hasta 1910, el Lago era bastante pobre en cuanto a peces, debido a sus características naturales. Francesc Darder fomentó las repoblaciones con la Fiesta del Pez. El 1954 se aconseja la introducción de un depredador, el lucio, para controlar la población de carpas y escardinos, aunque termina comiéndose las pocas especies autóctonas que quedaban. Unos años más tarde, la Sociedad de Pescadores pesca uno de los últimos lucios (que por suerte no llegaron a reproducirse), y lo dona al museo.[9]
- Náyades: Son moluscos bivalvos, tres especies de las cuales son endémicas del Lago de Bañolas. Viven en el fondo fangoso del Lago y en las acequias, en zonas de limos y con sombra. Son animales filtradores que suelen indicar una buena calidad de las aguas y viven semienterrados en el barro. Pueden llegar a medir más de doce centímetros y tener longevidades superiores a los treinta años. Las larvas necesitan parasitar ciertas especies de peces antes de cambiar al estadio de adulto.[10]
- Mariposa isabelina: La mariposa isabelina es de las más bonitas que se pueden encontrar en la comarca. Descubierta por Mariano de Paz Graells a mediados del siglo XIX, se alimenta de hojas de algunos pinos y vive en zonas montañosas. El macho y la hembra son ligeramente diferentes. Está presente en el Pla de l’Estany, donde se han encontrado los cuatro ejemplares del Museo Darder. En el Espacio Darder, tres vitrinas muestran mariposas y otros artrópodos, tanto autóctonos como exóticos.[11]
- Mangabey de collar blanco: En el Espacio Darder se explica cómo era la taxidermia a finales del siglo XIX y principios del XX, la época en la que trabajó Francesc Darder. Uno de los recursos utilizados es mostrar un animal disecado, en este caso un mangabey, y la radiografía que permite ver el interior, con los huesos que se conservan, previamente limpios, así como los alambres y el relleno que darán forma al ejemplar para conseguir que tenga un aspecto lo más parecido posible a un animal vivo.[12]
- Ciatos: Una de las secciones del Espacio Darder está dedicada a la tienda de ciencias naturales que regentaba Francesc Darder en Barcelona. Allí vendía material de ciencias dirigido a escuelas e institutos de secundaria. Se trata pues de material educativo, entre el que podemos destacar la colección de 32 setas realizadas en papel maché por el reconocido preparador francés de modelos Auzoux. Muchos de los ejemplares, como estos Ciatos atrompetados (Cyathus olla), son parcialmente desmontables y se puede ver su interior o un corte sagital.[13]
- Nutria: Uno de los animales más emblemáticos del Lago de Bañolas es la nutria, un mamífero indicador de la calidad de las aguas. A mediados del siglo XX la especie había desaparecido del Lago, pero a principios del siglo XXI ha conseguido recuperarse gracias a las repoblaciones realizadas en el río Fluvià, desde donde ha regresado a Bañolas. Se desconoce la procedencia del ejemplar que se expone en el Espacio Lago, que es destacable por el excelente trabajo del taxidermista que lo preparó.[14]
- Oolito: El travertino o piedra de Bañolas es una roca sedimentaria caliza muy utilizada en la construcción. Se forma por precipitación del carbonato cálcico que lleva disuelto el agua. Se van formando capas de piedra, que a veces pueden recubrir restos vegetales o animales, y puede tener muchos aspectos diferentes. En ocasiones toma formas redondeadas, como estos oolitos que se exponen en el Espacio Lago. Dentro del Lago de Bañolas pueden verse unos travertinos ovalados en formación, los estromatolitos.[15]

## Accesibilidad
El Museo está totalmente adaptado para personas con movilidad reducida, y también dispone de servicios de atención especial para personas sordas.